# Paths of King Nikola
Das Rennen Paths of King Nikola (dt. Auf den Spuren von König Nikola) ist ein ehemaliges Straßenradrennen in Montenegro. Die kleine Rundfahrt umfasste vier Etappen. Der Name des Rennens war an den montenegrinischen König Nikola angelehnt. Erstmals wurde die Rundfahrt 2002 ausgetragen und war ab 2005 Teil der UCI Europe Tour (Kategorie 2.2). Von den sieben Austragungen konnte Mitja Mahorič drei gewinnen.

## Sieger
- 2010  Wladimir Koew
- 2009  Radoslav Rogina
- 2008  Mitja Mahorič
- 2007  Mitja Mahorič
- 2006  Radoslav Rogina
- 2005  Mitja Mahorič
- 2004  Massimo Demarin
- 2003  Radoslav Rogina
- 2002  Ivan De Nobile